# 萊奧納多·豐塔內西
萊奧納多·豐塔內西（義大利語：Leonardo Fontanesi，1996年2月20日—）是一位意大利足球運動員。在場上司職中後衛。他現在效力於意大利足球甲級聯賽球隊薩索羅足球俱樂部。他也代表意大利國家青年足球隊參賽。